# Kajetan Sweth

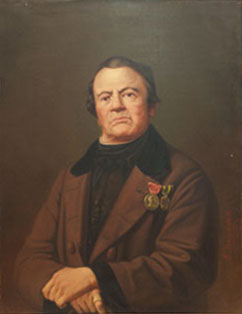
Kajetan Sweth, Ölgemälde von Georg Köck, 1866

Kajetan Sweth (* 18. August 1785 in Graz; † 21. März 1864 in Innsbruck) war ein österreichischer Freiheitskämpfer und Beamter. Bekannt wurde er als Sekretär und Vertrauter Andreas Hofers.

## Leben

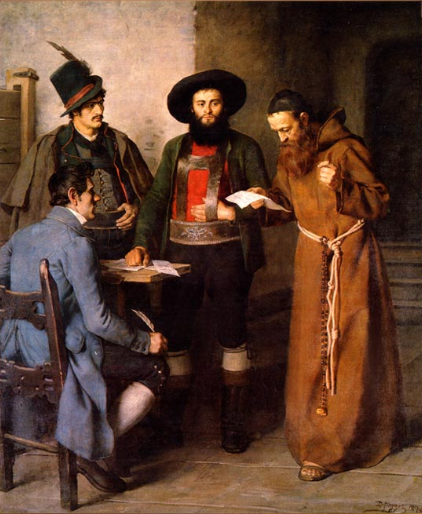
Kajetan Sweth (links, sitzend) mit Josef Speckbacher, Andreas Hofer und Joachim Haspinger. Ölgemälde Tiroler Helden von Franz Defregger, 1894

Der Sohn des Grazer Stadtarztes Georg Sweth und seiner Frau Katharina, geb. Mazarella, wurde gleich nach der Geburt aufs Land in Pflege gegeben. Später holte der Vater den Sohn ins Elternhaus zurück und ermöglichte ihm den Besuch von vier Klassen Gymnasium in Graz. Nach dem erfolgreichen Abschluss machte er eine Lehre bei einem Chirurgen und verdingte sich bei einem Bauern. 1806/07 besuchte er die Gymnasien in Marburg und Warasdin und studierte ab 1808 Philosophie an der Universität Salzburg.
Als Salzburg 1809 von den mit Napoleon verbündeten Bayern besetzt wurde, floh er nach Tirol, um nicht zur bayrischen Armee eingezogen zu werden. Er versuchte, in den Kapuzinerorden einzutreten, aber der von der Aufhebung bedrohte Orden nahm keine neuen Novizen an. Im August 1809 lernte er Andreas Hofer kennen und wurde von ihm für den Tiroler Volksaufstand gewonnen. Sweth kämpfte in der dritten Schlacht am Bergisel und wurde danach zum Oberjäger der Passeirer Schützenkompanie ernannt. Er gewann Hofers Vertrauen und wirkte während dessen Regentschaft als sein Sekretär und Berater. In der letzten, verlorenen Bergiselschlacht am 1. November 1809 wurde er verwundet. Er flüchtete mit Hofer auf die „Pfandleralm“ oberhalb von St. Martin in Passeier, wo er am 28. Jänner 1810 zusammen mit Hofer, dessen Frau und Sohn gefangen genommen wurde. Sweth wurde wie Hofer in Mantua von einem napoleonischen Tribunal zum Tod verurteilt, dann aber begnadigt und zwangsweise zur Fremdenlegion eingezogen. Nach drei Jahren gelang es ihm zu fliehen, sich in Livorno österreichischen Einheiten anzuschließen und nach Wien zu gelangen. Nach kurzer Tätigkeit als Schreiber bei der niederösterreichischen Staatsbuchhaltung kehrte er 1816 nach Innsbruck zurück, wo er bis zu seiner Pensionierung 1860 als Beamter bei der Provinzial-Staatsbuchhaltung arbeitete.
1816 heiratete er in Wien Johanna Liebl, das Paar hatte 13 Kinder. 1823 erhielt er die kleine goldene Zivil-Ehrenmedaille. 1824 veröffentlichte er unter dem Titel Des C. C. S., gewesenen Leidensgefährten des Oberkmdt. A. Hofer, nun k. k. Rechnungsoffizials der k. k. Tiroler Prov. Staatsbuchhaltung Lebensgeschichte von ihm selbst beschrieben im Jahre 1824 seine Erinnerungen an den Tiroler Volksaufstand.
Nach seinem Tod wurde Kajetan Sweth 1864 in einem Ehrengrab auf dem Innsbrucker Westfriedhof bestattet. 1975 wurde er in die Innsbrucker Hofkirche überführt und neben Andreas Hofer und Pater Haspinger beigesetzt. Das Grab am Westfriedhof wurde aufgelöst, der Grabstein wanderte ins Depot. 2009 wurde er am Tummelplatz wieder aufgestellt und mit einer Gedenktafel versehen, die ihn als Denkmal für die gefallenen Freiheitskämpfer 1809 ausweist.

## Gedenken

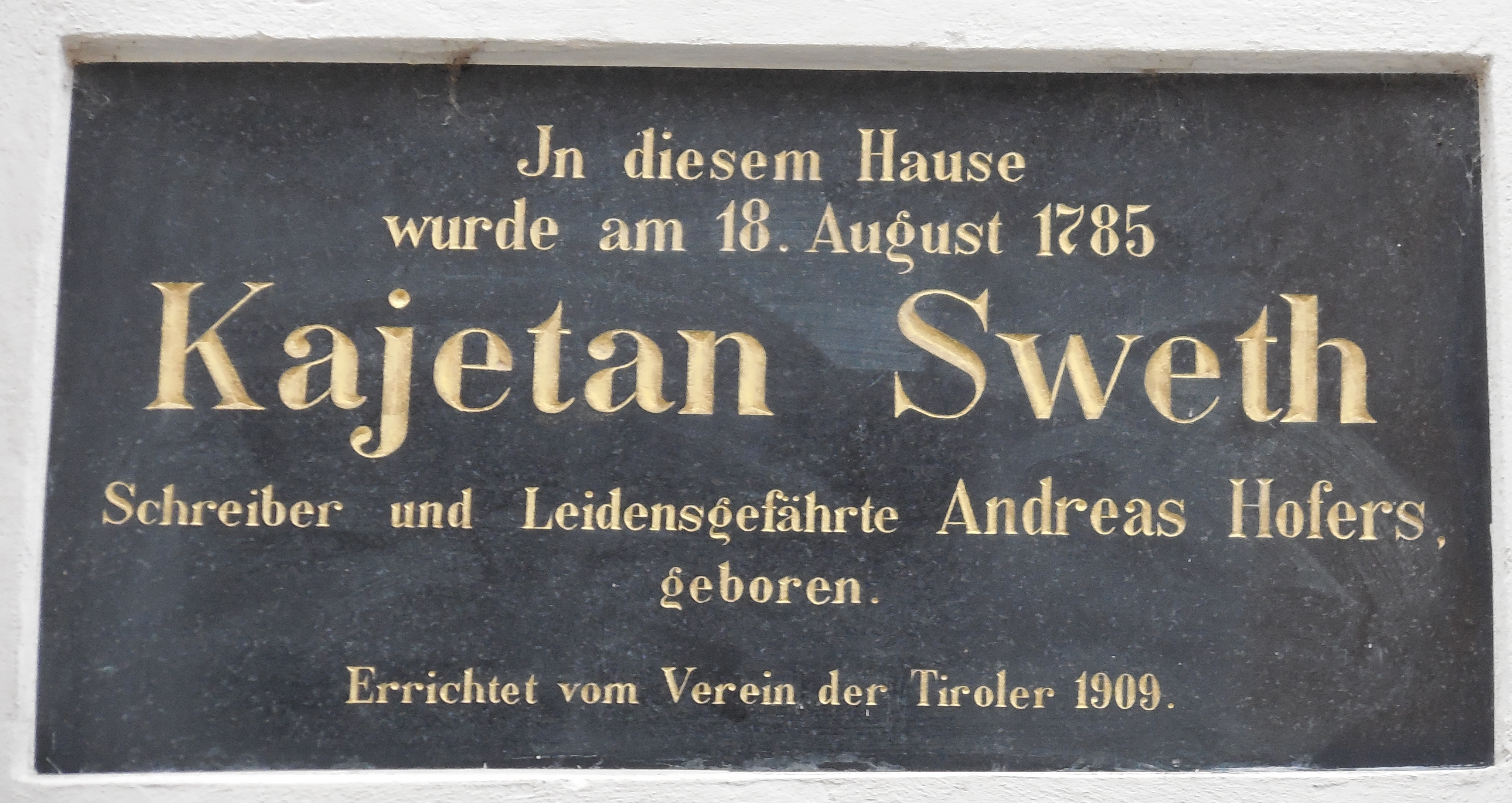
Tafel am Geburtshaus in Graz

An Sweths Geburtshaus in der Sporgasse 14 in Graz befindet sich eine Gedenktafel, die 1909 vom Verein der Tiroler in Graz errichtet wurde. Im Innsbrucker Stadtteil Olympisches Dorf wurde 1966 die Kajetan-Sweth-Straße nach ihm benannt.